# Жахливі свята
«Жахливі свята» (англ. Holidays) — американський комедійний фільм жахів, який є збірником короткометражок на тему свят. Прем'єра стрічки в Україні відбудеться 19 травня 2016 року.

## Сегменти
- «День святого Валентина» (реж. Кевін Колш і Денніс Відмайєр)
- «День святого Патрика» (реж. Гері Шор)
- «Пасха» (реж. Ніколас Мак-Карті)
- «День матері» (реж. Сара Адіна)
- «День батька» (реж. Ентоні Скотт Бьорнс)
- «Хелловін» (реж. Кевін Сміт)
- «Різдво» (реж. Скотт Стюарт)
- «Новий рік» (реж. Адам Іджипт Мортімер)